# Драйайх
Драйайх (на немски: Dreieich) е град, както и община в Германия, разположен в окръг Офенбах, провинция Хесен. Намира се на около 170 метра надморска височина, на около 10 км южно от Франкфурт на Майн и на около 20 км северно от Дармщат. Населението на града към 31 декември 2020 г. е 41 996 души.
От 2019 г. в града функционира магазин за хранителни стоки от България – „Еделвайс“, разположен на улица „Франкфуртер“ № 25b.

## История
Името на града идва от дива гора на име „Wildbann Dreieich“, която се споменава още през 9–ти век. Това била област, в която само царят имал право да ловува. Районът на тази гора се е простирала южно от река Майн, от Ашафенбург до Рюселсхайм на Майн и от Бад Вилбел до хълма Нойнкирхер Хьохе в Оденвалд. Дъбовете присъстват в гербовете на много градове в този район. Селището възниква през 11 век, в централната част на тази гора, когато тук е построен замък-кула на лордовете от фамилията Хаген-Мюнценберг (през 1075 г.).
В хода на регионалната реформа в провинция Хесен, на 1 януари 1977 г. законът за реорганизация на окръг Офенбах обединява градовете Драйхенхайн и Шпрендлинген и общините Бухшлаг, Гьотценхайн и Офентал в един град с името Драйайх.

## Политика

### Градски съвет
| Партия, коалиция или инициативен комитет                          | 2001   | 2006   | 2011   | 2016   | 2021   |
| Избирателна активност по време на изборите                        | 48,0 % | 47,5 % | 47,9 % | 46,1 % | 49,3 % |
| Общ брой места                                                    | 45     | 45     | 45     | 45     | 45     |
| ----------------------------------------------------------------- | ------ | ------ | ------ | ------ | ------ |
| Християндемократически съюз (CDU)                                 | 19     | 17     | 13     | 13     | 13     |
| Съюз 90/Зелените (Grüne)                                          |        |        |        | 7      | 11     |
| Германска социалдемократическа партия (SPD)                       | 15     | 15     | 13     | 13     | 9      |
| Свободна демократическа партия (FDP)                              | 3      | 3      | 3      | 4      | 6      |
| Общност за свободно гласуване на Драйайх (FWG)                    | 2      | 3      | 3      | 3      | 4      |
| Граждани за Драйайх (BfD)                                         |        |        |        |        | 2      |
| Алтернатива за Германия (AfD)                                     |        |        |        | 3      |        |
| Левица (LINKE)                                                    |        |        | 1      | 2      |        |
| Зелените и гражданските инициативи – Списък на Драйайх (GRÜNE/Bi) | 6      | 7      | 11     |        |        |
| Независим списък на общността Драйайх (UGL)                       |        |        | 1      |        |        |